# La Chapelle-Montabourlet
La Chapelle-Montabourlet (okzitanisch La Chapela de Montaborlet) ist ein französischer Ort und eine Gemeinde (commune) mit 57 Einwohnern (Stand: 1. Januar 2022) im Département Dordogne in der Region Nouvelle-Aquitaine. Die Gemeinde besteht aus dem kleinen Hauptort sowie einigen  Weilern (hameaux) und Einzelgehöften (fermes). Die Bewohner werden Montabourletois und Montabourletoises genannt.

## Lage und Klima
Der Ort La Chapelle-Montabourlet liegt im Norden der Kulturlandschaft des Périgord vert in einer Höhe von ca. 195 m. Die Stadt Périgueux ist knapp 40 km (Fahrtstrecke) in südöstlicher Richtung entfernt; die Kleinstadt Ribérac befindet sich gut 22 km südwestlich. Das Klima ist gemäßigt; Regen (ca. 834 mm/Jahr) fällt übers Jahr verteilt.

## Bevölkerungsentwicklung
| Jahr      | 1962 | 1968 | 1975 | 1982 | 1990 | 1999 | 2007 | 2015 |
| Einwohner | 121  | 97   | 72   | 79   | 85   | 80   | 68   | 65   |

Der kontinuierliche Bevölkerungsrückgang im 20. Jahrhundert ist im Wesentlichen auf die Mechanisierung der Landwirtschaft und die Aufgabe von bäuerlichen Kleinbetrieben zurückzuführen.

## Wirtschaft
Die Bewohner der Gemeinde lebten jahrhundertelang als Selbstversorger von der Land- und Forstwirtschaft (Getreideanbau, Holzkohle); Obst und Gemüse wurden in den hauseigenen Gärten angebaut. Im Ort selbst haben sich Kleinhändler und Handwerker niedergelassen. Einige der leerstehenden Häuser wurden zu Ferienwohnungen (gîtes) umgebaut.

## Geschichte
Zu Geschichte des Ortes ist nur wenig bekannt; im Mittelalter gehörte er zum Einflussbereich des Bischofs von Angoulême. Die romanische Kirche zeigt auf ihrer Südseite einen Wehrerker (bretèche).

## Sehenswürdigkeiten
Die einschiffige Église Saint-Barthélemy wurde im 12. Jahrhundert erbaut; im 13. und 15. Jahrhundert fanden Umbauten statt, welche eine Erhöhung und Befestigung des Kirchenschiffs zum Ziel hatten.